# Густав Валсвік
Густав Валсвік (норв. Gustav Valsvik, нар. 26 травня 1993, Согн-ог-Ф'юране, Норвегія) — норвезький футболіст, захисник клубу «Русенборг» і національної збірної Норвегії.

## Клубна кар'єра
Густав Валсвік є вихованцем клубу «Вік» зі свого рідного міста. На професійному рівні свою першу гру він зіграв у 2010 році у складі «Согндала» у турнірі Першої ліги.
А за рік у березні 2011 Валсвік дебютував у Тіппелізі у складі клуба «Стремсгодсет».
У 2016 році Валсвік підписав контракт із клубом Другої Бундесліги «Айнтрахт» з Брауншвейга. У Німеччині захисник провів три сезони, після чого повернувся до норвезького чемпіонату, де приєднався лідера чемпіонату клубу «Русенборг».

## Збірна
У період з 2012 по 2014 роки Густав Валсвік був гравцем молодіжної збірної Норвегії.
У березні 2017 у матчі відбору до ЧС-2018 проти команди Північної Ірландії Васвік дебютував у складі національної збірної.